# Kathy Burke
Katherine Lucy Bridget Burke, mais conhecida como Kathy Burke (Londres, 13 de junho de 1964), é uma atriz, comediante, dramaturga e diretora de teatro inglesa.
Em 1997, ela recebeu o prêmio de Melhor Atriz no Festival de Cannes por seu trabalho em Nil by Mouth.